# Montserrat Sastre Planella

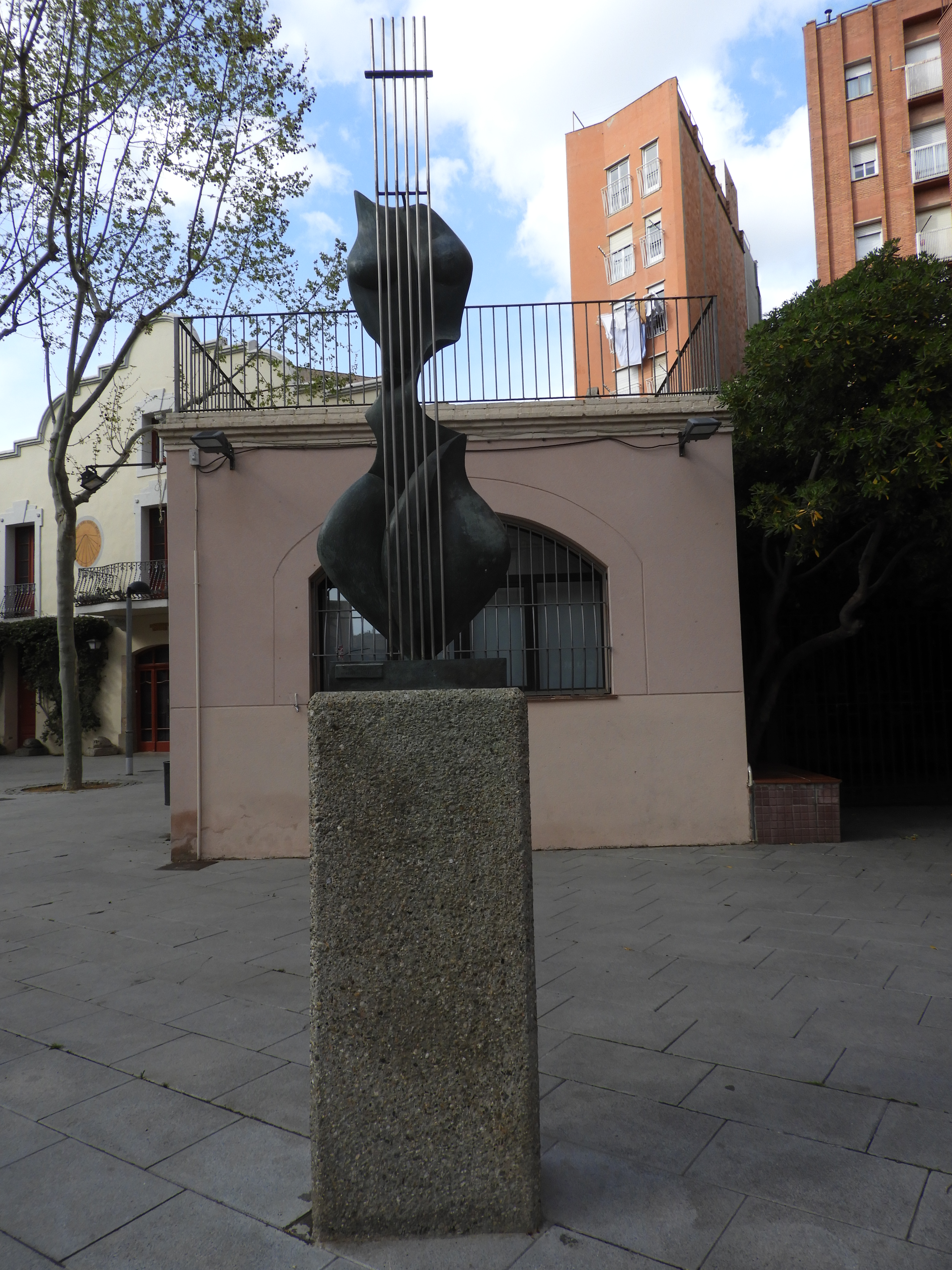
Dona guitarra (bronze, 1982), davant del Casal Cultural Robert Brillas, a Esplugues de Llobregat.

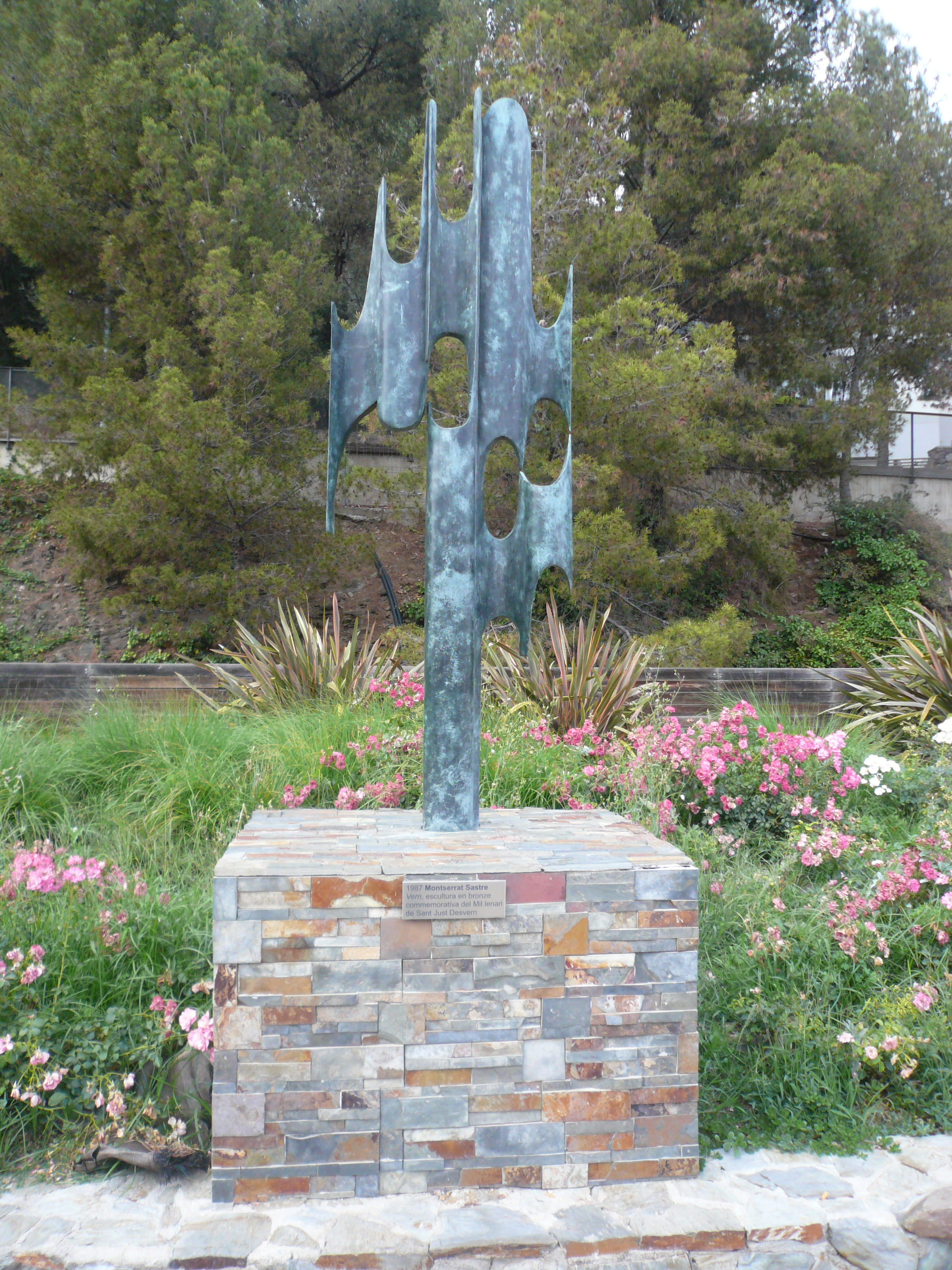
Vern, un bronze del 1986, al Parc del Mil·lenari de Sant Just Desvern.

Montserrat Sastre i Planella (Barcelona, novembre de 1948) és una escultora i ceramista catalana, fundadora de l'escola Municipal de Ceràmica d'Esplugues de Llobregat l'any 1975. Resideix a Sant Just Desvern.
Inicià la formació artística l'any 1968 a l'escola del Treball de la Diputació de Barcelona i continuà a l'escola d'Arts i Oficis de la Generalitat de Catalunya, on va conèixer la també ceramista Angelina Alòs i Tormo. Entre 1968 i 1971 treballà al taller de ceràmica de F. Ferrando a Vallvidrera. El 1971 fixa el seu taller de ceràmica i escultura a Sant Just Desvern; aquest mateix any feu la primera exposició individual, a Estudio de Arte de Ràdio Barcelona. El 1975 fundà l'escola Municipal de Ceràmica d'Esplugues de Llobregat, de la qual fou directora i mestra fins a la seva jubilació.
La seva obra, que va partir del fang, va anar incorporant molts més materials, com ara ferro, fusta, bronze, resina i marbre.És una artista polifacètica, tot i que té preferència per la talla de fusta. L'estil de les escultures tendeix a estar a mig camí de l'abstracció i la concreció, entre l'al·legoria i la realitat, i hi predominen les línies estilitzades.
L'artista té obres a diversos parcs i centres de l'àrea metropolitana Barcelonina, entre altres llocs. Entre les escultures d'interès estan les ubicades al Museu del Barça, per exemple, hi ha una obra seva, Òrbites centenàries (planxa de ferro pintada), del 1999, i també l'escultura Estela (oxi-corten, 1987), que va guanyar el premi del II Biennal d'art del Futbol Club Barcelona.Així com "Dona Guitarra" (bronze, 1982), davant del Casal Cultural Robert Brillas, a Esplugues de Llobregat o "Vern", un bronze del 1986, al Parc del Mil·lenari de Sant Just Desvern. En Edifici Waldem 7 de Sant Just Desvern, s´ha instal·lat l'escultura "Arbreda" (Ferro, 2020) . Últimament aquest any 2023 en el Plaza 8 de Març en Sant Joan Despí, l'obra titulada "Dones" .
Tambe hi han obres seves en els Hospitals: Moisés Broggi (Sant Joan Despí), Institut Català de la Salud (Barna), Hospital de Bellvitge i Duran i Reinals (Hospitalet de Llobr.) Germans Trias i Pujol (Badalona), i residencies La Mallola, Felix Llobet i Hosp. de Sant Joan de Deu (aquestes ultimes en Esplugues de LLobr.)